# Pa' quererte
Pa' quererte es una telenovela colombiana emitida por RCN Televisión entre los años 2020 y 2021.
El argumento se encuentra basado en la telenovela mexicana Papá a toda madre, de Montserrat Gómez. La adaptación corrió por cuenta de Juan Andrés Granados, quien colaboró en la realización de los libretos con Elkim Ospina, Juan Carlos Troncoso, Liliana Guzmán, Fernán Rivera, Ana Fernanda Martínez y Paola Arias.
Está protagonizada por Sebastián Martínez, Hanny Vizcaíno y Juliette Pardau, con la participación antagónica de Alina Lozano, Variel Sánchez y Ana María Medina, junto a las actuaciones estelares de Carlos Camacho, Luis Eduardo Arango, Manuel Sarmiento, Cecilia Navia, Laura de León y Diana Wiswell.

## Emisión
El lanzamiento oficial se llevó a cabo el 7 de enero de 2020, cuando se estrenó capítulo doble. Durante los dos primeros días, la producción fue transmitida en el horario de 8:00 PM a 10:00 PM, para luego ser emitida únicamente de 9:00 PM a 10:00 PM, con el propósito de cederle espacio a la repetición de Los Reyes.
En el primer trimestre de 2020, la cuarentena establecida en Colombia (a causa de la emergencia sanitaria de COVID-19) obligó a detener las grabaciones de la telenovela, por lo que la emisión de capítulos originales finalizó el 20 de marzo de dicho año. De este modo, el Canal RCN tomó la decisión de retransmitir todos los episodios desde el principio, mientras se normalizaba la situación. Esta nueva emisión comenzó el 24 de marzo a la hora habitual, y fue trasladada días después a la franja de las mañanas.
A finales de 2020, se anunció el regreso de la producción, el cual fue programado para el 12 de enero de 2021. En esta oportunidad, el canal decidió emplear la misma fórmula del año anterior, transmitiendo un nuevo capítulo doble de 8:00 PM a 10:00 PM durante los primeros dos días de emisión. Después de esto, se estableció el horario de 8:00 PM a 9:00 PM como el definitivo.

## Sinopsis
Mauricio Reina de la Hoz (Sebastián Martinez) es un reconocido diseñador de modas del país, que es aclamado por las mujeres, cuya vida toma un rumbo inesperado cuando en pleno lanzamiento de su nueva línea de moda, su empresa empieza a quebrar debido a que su socio habría desfalcado todas las finanzas de la misma, y de paso se entera de que tiene una hija, una niña de 8 años llamada Isabel (Hanny Vizcaíno), de ahí en adelante Mauricio debe empezar desde cero con una hija a bordo.

## Elenco

### Principales
- Sebastián Martínez como Mauricio Reina de la Hoz
- Juliette Pardau como Dany Daza
- Hanny Vizcaíno como Isabel Trujillo[12]
- Carlos Camacho como Antonio José «Toño» Perdomo
- Cecilia Navia como Verónica Valencia[13]
- Luis Eduardo Arango como Octavio Victoria
- Laura de León como Azucena Tinoco
- Manuel Sarmiento como Jorge Morales
- Diana Wiswell como Catalina Vengoechea
- Juliana Velásquez como Tatiana Perdomo Valencia
- Carlos Andrés Ramírez como Jerónimo Perdomo Valencia
- Camila Jurado como Juliana Morales Vengoechea
- Alejandra Ávila como Milagros Victoria Mora[14]
- Variel Sánchez como Lorenzo Ríos
- Juliana Galvis como María Dolores «Lola» Montero
- Alina Lozano como Elvira Mora

### Secundarios e invitados
- Mónica Pardo como María Trujillo
- Juan Manuel Lenis como Fabián Vélez
- Luces Velásquez como Doña Consuelo Daza
- Carlos Fernández como Felipe Urdaneta
- Bárbara Perea como Maruja
- Paula Barreto como Monica
- Edinson Gil como Pablo Rivas
- Patrick Delmas como Alberto Sotillo
- Noëlle Schonwald como Lizeth Piedrahíta
- Juan Carlos Messier como Guillermo Bautista
- Ana María Medina como Miranda Uribe
- Yesenia Valencia como Psicóloga
- Adriana Silva como Carolina
- Carlos Mariño como Julian
- Marianela González como Luisa Ortega
- Silvia de Dios como Clemencia
- Lorna Cepeda como Magaly Coronado[15]

## Episodios
| Temporada | Temporada | Episodios | Episodios | Emisión original    | Emisión original    |
| Temporada | Temporada | Episodios | Episodios | Primera emisión     | Última emisión      |
| --------- | --------- | --------- | --------- | ------------------- | ------------------- |
|           | 1         | 56        | 56        | 7 de enero de 2020  | 20 de marzo de 2020 |
|           | 2         | 81        | 81        | 12 de enero de 2021 | 7 de mayo de 2021   |

### Serie web
El 30 de abril de 2020 se estrenó una serie web titulada Pa' quererte en casa, la cual finalizó su primera temporada el 2 de julio de 2020. La temporada cuenta con un especial dedicado para el Día del Padre. Y sigue las historias en paralelo a la historia original de cómo viven varios de los personajes de la telenovela durante la pandemia de COVID-19 en Colombia.